# Greatest Hits Vol. II
Greatest Hits Vol. 2 er opsamlingsalbum fra den svenske musiker og komponist Eddie Meduza fra 1983. Kassetten indeholder sange fra pladerne För Jaevle Braa! og Dåren É Lös.
Albummet er fremstillet i Danmark.

## Spor
Side A
1. Gasen I Botten
2. Get Around
3. Mera Brännvin
4. Little Queenie
5. Rockin' All Over The World
6. Summertime Blues
7. Norwegian Boogie

Side B
1. Sverige (U.S. Of America)
2. Nej, Inte Jag! (Oh, What A Thrill)
3. Stupid Cupid
4. Torsten Hällde Brännvin I Ett Glas Till Karin Söder
5. Leader Of The Rockers
6. Strømmen Finder Vægen
7. Fruntimmer Ska En' Ha...